# Roosna-Alliku
Ne doit pas être confondu avec du même nom.
Roosna-Alliku est un petit bourg de la commune de Roosna-Alliku du comté de Järva en Estonie. Au 31 décembre 2011, il compte 427 habitants.